# Jack van Lint
Jack van Lint   (Bandung, 1 de setembre de 1932 - Nuenen, 28 de setembre de 2004) fou un matemàtic neerlandès.

## Vida i Obra
Van Lint va néixer a Bandung, a l'illa de Java quan aquesta formava part de les Índies Orientals Neerlandeses i on el seu pare era professor de matemàtiques. En esclatar la Guerra del Pacífic, la família va ser evacuada a Austràlia i, després, als Estats Units abans de retornar als Països Baixos. En acabar la guerra van retornar a Java, però el moviment independentista va fer que fos insegur viure allà i van tornar als Països Baixos via Austràlia. Això va fer que el noi fos escolaritzat a diferents escoles de quatre continents: a Batavia (Indonèsia), a Jackson (Mississipi), a Chicago (Illinois), a Bundaberg (Austràlia), i a Arnhem i Zwolle als Països Baixos. Quan va acabar els estudis secundaris a Zwolle el 1950, va ingressar a la universitat d'Utrecht, en la qual es va doctorar el 1957.
Els dos anys següents va ser investigador de l'Organització Neerlandesa de Recerca, i el 1959 va ser contractat a la Universitat Tècnica d'Eindhoven, on va fer tota la seva carrera acadèmica fins que es va retirar el 1997, passant a ser professor emèrit. El 1966 va fer una any sabàtic als Laboratoris Bell a Nova Jersey.
Van Lint va estar fascinat per un camp emergent de les matemàtiques aplicades: la matemàtica discreta. La seva obra, composta per divuit llibres i més de cent-setanta articles científics, cobreix nombrosos aspectes de la teoria de codis, de la combinatòria i de la geometria finita.
També va ser membre del comité editorial de diverses revistes científiques i rector de la universitat d'Eindhoven des de 1991 fins a 1996.